# Apolygus spinolae
Espèce
Synonymes
- Lygocoris spinolae (Meyer-Dür, 1841)[1]

Apolygus spinolae est une espèce d'insectes du sous-ordre des hétéroptères de la famille des Miridae.

## Description
Apolygus spinolae mesure de 5 à 6 mm et se nourrit sur les orties, certaines Asteraceae et Rosaceae et de pucerons.